# چنارجافری
چنارجافری، روستایی در دهستان کلم بخش مرکزی شهرستان بدره در استان ایلام ایران است.

## جمعیت
بر پایه سرشماری عمومی نفوس و مسکن در سال ۱۳۹۵، جمعیت این روستا برابر با ۲۸ نفر (۸ خانوار) بوده‌است.